# Metodologia de projeto
Existem diversos métodos de projetos, mas todos seguem uma estrutura básica:
1. Observação e análise: Definição do problema, pesquisa, definição de objetivos e restrições;
2. Planejar e projetar: geração de opções de projeto, escolha de opção de projeto, desenvolvimento, aprimoramento, detalhamento; 
3. Construir e executar: protótipo; produção
Assim, podemos descrever os seguintes passos:
- Identificação de oportunidade
- Análise do problema (levantamento de informações)
- Geração de ideias (fontes / técnicas)
- Seleção de ideias (triagem)
- Desenvolvimento e teste do conceito
- Desenvolvimento da estratégia de marketing (através do Plano de marketing)
- Análise do negócio (financeira/comercial)
- Desenvolvimento do produto
- Teste de mercado
- Comercialização

## Estratégias para desenvolvimento de produto
As estratégias para o desenvolvimento de novos produtos podem ser de quatro tipos:
- Estratégias ofensivas: adotadas por empresas que querem manter a liderança no mercado, estando sempre à frente dos concorrentes. É necessário investimento em pesquisa e desenvolvimento.
- Estratégias defensivas: adotadas por empresas que não seguem as empresas líderes. Evita custos com desenvolvimento e não corre riscos entrando em novos mercados.
- Estratégias tradicionais: adotadas por empresas que atuam em mercados estáveis, sem grande demanda por mudanças.
- Estratégias dependentes: adotadas por empresas que não têm autonomia para lançar seus próprios produtos. Isto ocorre com subsidiárias ou empresas que produzem para outras (terceirização).